# Anita Gura
 Anita Gura, verheiratete Anita Gura-Dörnke, (* 1911; † 1978) war eine deutsche Opernsängerin (Sopran).

## Leben

### Herkunft
Anita Gura stammt aus einer Familie von Opernsängern. Ihr Großvater war Eugen Gura (1842–1906) der königlich bayerische Kammersänger, Wagner-Sänger und „Hans Sachs“ war. Aus dessen Ehe mit Theresia Maria Gura (1838–1908) ging der Vater von Anita Gura, der mecklenburgische Kammersänger, Bariton und Opernregisseur Hermann Gura (1870–1945) hervor. 1909 heiratete dieser die Mutter von Anita Gura, die Sopranistin Annie Gura-Hummel (1884–1964). 

### Werdegang
Ihre gesangliche und dramatische Ausbildung erhielt Anita Gura bei ihrem Vater. Nachdem Gura zunächst ab 1928 bei der Wanderoper ihres Vaters mitgewirkt hatte, wurde sie 1931 an die städtische Oper Berlin-Charlottenburg verpflichtet, wo sie u. a. als „Micaela“ in Carmen und als Undine in Lorzings Oper Proben ihres Talents abgelegt hat.
Ihre jugendlich-lyrische Stimme verfügte über dramatische Akzente, aber entscheidend für ihre Künstlerschaft war die glückliche Verbindung eines schönen Materials mit einer wohl studierten Beherrschung aller Ausdrucksmöglichkeiten.
Seit 1935 war Gura Mitglied des Opernhauses Hannover, an dem sie 21 Jahre sang. Auch bei Gastspielen hatte sie ihre Erfolge, vor allem an der Staatsoper Hamburg, an der sie 1936 als „Lola“ in Cavalleria rusticana und als „Nedda“ im Bajazzo, 1937 als „Elisabath“ in Tannhäuser 1939 als „Komponist“ in Ariadne auf Naxos und 1940 als „erste Norne“ im Nibelungenring gastierte.
Zu ihren bevorzugten Partien zählten die „Marie“ in der Verkauften Braut von Smetana, die „Desdemona“ in Verdis Othello, die Titelfigur in Lortzings Undine, die „Gräfin“ in Figaros Hochzeit und die „Madama Butterfly“. 
Die Wandlungsfähigkeit ihrer Stimme zeigte sich in einem Bühnenrepertoire, das insgesamt 117 Partien umfasste: so sang sie in Hänsel und Gretel den „Hänsel“, die „Gretel“, die „Mutter“, das „Sandmännchen“ und das „Taumännchen“ und zuletzt sogar die „Hexe“.

## Familie
1938 heiratete sie den Kaufmann Richard Dörnke (1890–1954) in Hannover. Aus der Ehe gingen zwei Kinder hervor: der Sohn Hans-Reiner und die Tochter Helga. Nach ihrer Heirat trat sie auch unter dem Namen Anita Gura-Dörnke auf.
Bis 1973 wirkte sie als Konzertsolistin und als Pädagogin in Hannover, dann zog sie sich nach Bad Salzschlirf zurück, wo sie, bis zu ihrem Tod in 1978, bei ihrer Tochter und deren Familie lebte.